# Отрадное (Озёрский район)
Отрадное (до 1938 — Кунигелен (нем. Kunigehlen), до 1947 — Штроппау (нем. Stroppau)) — посёлок в Озёрском муниципальном округе Калининградской области. 

## География
Посёлок находится в 8 км на юго-запад от Озёрска.

## История
В 1863 году в Кунигелене проживало 309 человек, в 1907 году — 244 человека, в 1933 году — 242 жителя, в 1939 году — 292 жителя.
В 1938 году Кунигелен был переименован в Штроппау, в 1946 году — в поселок Отрадное. С 1947 года посёлок был центром Отрадненского сельсовета Озёрского района, с 1963 года — в составе Новостроевского сельсовета, с 2008 до 2014 года входил в состав Новостроевского сельского поселения, с 2022 года — в составе Озёрского муниципального округа. 
В 1946 году была открыта Кунигеленская начальная школа, которую в том же году преобразовали в семилетнюю и переименовали в Отрадновскую. В 1961 году школа стала восьмилетней, в 1981 году расформирована.

## Население
| 1863 | 1907 | 1933 | 1939 | 2002 | 2010 |
| ---- | ---- | ---- | ---- | ---- | ---- |
| 309  | ↘244 | ↘242 | ↗292 | ↘119 | ↗120 |